# Région Nord (Malte)
Pour les articles homonymes, voir Région Nord.
La région Nord (en maltais : Reġjun Tramuntana, en anglais : Northern Region) est une subdivision administrative de Malte, dont le siège est St Paul's Bay.

## Géographie
La région occupe le nord et l'ouest de l'île de Malte et est limitrophe des régions centrale et Sud.

## Conseils locaux
La région Nord regroupe douze conseil locaux : Dingli, Għargħur, Mdina, Mellieħa, Mġarr, Mosta, Mtarfa, Naxxar, Pembroke, Rabat, St Paul's Bay et Swieqi.

## Politique
La région est administrée par un comité régional de douze membres.